# Pteris bahamensis
Pteris bahamensis är en kantbräkenväxtart som först beskrevs av Agardh, och fick sitt nu gällande namn av Fée. Pteris bahamensis ingår i släktet Pteris och familjen Pteridaceae. Inga underarter finns listade.